# Кржижановський Гліб Максиміліанович
Гліб Максиміліанович Кржижановський (12 (24) січня 1872, Самара — 31 березня 1959, Москва) — російський комуністичний діяч, вчений, енергетик, академік АН УРСР і АН СРСР (з 12 січня 1929), Герой Соціалістичної Праці (23.01.1957). Член ВЦВК і ЦВК СРСР. Депутат Верховної Ради СРСР 1-го скликання. Член ЦК РСДРП у 1903—1904 роках. Член ЦК ВКП(б) у 1924—1939 роках.

## Біографія

Меморіальна дошка на будинку в Києві на вулиці Терещенківській

Народився 12 (24) січня 1872 року в Самарі. Дід був вихідцем із Польщі, декабристом, відбував заслання в Тобольську, де і помер. Батько працював адвокатом із кримінальних справ.
З тринадцяти років Гліб Кржижановський почав підробляти репетиторством. Був знайомий з революційними народниками, які відбували заслання в Самарі. У 1889 році закінчив Самарське реальне училище.
1889 року вступив до Санкт-Петербурзького технологічного інституту. З 1893 року належав до марксистського руху, був членом марксистського гуртка студентів-технологів. У 1894 році закінчив з відзнакою Санкт-Петербурзький технологічний інститут.
З вересня 1894 по січень 1895 року — технік із кустарних промислів при Нижньогородському земстві, брав участь у діяльності нижньогородської соціал-демократичної групи.
У січні — вересні 1895 року — асистент із органічної технології Санкт-Петербурзького технологічного інституту. У вересні — грудні 1895 року — хімік-лаборант Олександрівського заводу Санкт-Петербурга.
Вже у той час інженер Кржижановський став найближчим помічником Леніна в створенні «Союзу боротьби за звільнення робочого класу». Входив в керівний центр «Союзу боротьби», вів заняття в гуртках робітників (іменувався «Григорієм Івановичем»), поширював нелегальну літературу, писав листівки, допомагав Леніну в підготовці видання газети «Робоча справа».
У грудні 1895 року заарештований одночасно з Леніном і іншими товаришами по «Союзу боротьби». До 1897 року перебував у в'язницях Санкт-Петербурга та Москви. З квітня 1897 року — на засланні в селі Тесинське (нині Тесь) Мінусинського повіту Східного Сибіру. Зустрічався зі всіма соціал-демократами Мінусинського округу, був учасником їх загальних зустрічей. Під час заслання ґрунтовно вивчав твори Маркса і Енгельса, в рукописах читав роботи Леніна.
У вересні 1899 року переїхав з дружиною в місто Нижнєудинськ Іркутської губернії, де з жовтня 1899 по лютий 1900 року працював слюсарем, помічником машиніста, машиністом на Сибірській залізниці. У лютому 1900 — вересні 1901 року — помічник начальника, начальник тайгової ділянки служби тяги (начальник депо станції «Тайга») Томської губернії.
У вересні 1901 року виїхав за кордон, в Мюнхені зустрічався з Леніном. За домовленістю з Леніним Г. М. Кржижановський після повернення до Росії повинен був поселитися в Самарі і розвернути нелегальну роботу зі створення центральної іскрівської організації.
У січні 1902 — липні 1903 року — начальник депо Самаро-Златоустівської залізниці в місті Самарі.
З липня 1903 по листопад 1905 року працював завдувачем лабораторії із випробовування матеріалів в Управлінні Південно-Західної залізниці в Києві, був представником Російської частини РСДРП у місті. На фасаді будинку залізниці (вул. Лисенка № 6) було встановлено меморіальну дошку Кржижановському. Жив на вул. Терещенківській № 11 (у 1903—1905 роках), де також встановлено меморіальну дошку.
З листопада 1905 по березень 1907 року був безробітним, займався літературною працею та репетиторством у Санкт-Петербурзі. У березні 1907 — січні 1910 року — монтер, завідувач кабельної мережі Василівського острова Акціонерного товариства електроосвітлення (1886 року) в Санкт-Петербурзі.
У січні 1910 — березні 1912 року — завідувач кабельної мережі, в березні 1912 — травні 1922 року — завідувач контори Акціонерного товариства електроосвітлення (1886 року), завідувач електростанції товариства «Електропередача» в місті Богородську Московської губернії. Одночасно в 1917—1919 роках — у відділі постачання (палива) Московської ради.
Після Жовтневого перевороту Г. М. Кржижановський всі свої знання і організаторські здібності віддає справі електрифікації. З 1919 по 1920 рік — голова Комітету державних споруд, завідувач Головного управління електропромисловості «Головенерго» Вищої ради народного господарства (ВРНГ) РРФСР. У 1920 році за дорученням Леніна очолив Державну комісію з електрифікації Росії ВРНГ РРФСР (ГОЕЛРО).
У березні 1921—1923 роках — голова Державної планової комісії при Раді праці і оборони РРФСР.
У 1925—1930 роках — голова Державної планової комісії при Раді праці і оборони СРСР.
15 травня 1929 — 28 лютого 1939 року — віцепрезидент Академії наук СРСР.
У 1930—1932 роках — голова Головного управління енергетичного господарства «Головенерго» ВРНГ (Народного комісаріату важкої промисловості) СРСР.
У жовтні 1931 — 31 березня 1959 року — директор Енергетичного інституту Академії наук СРСР.
У 1932—1936 роках — голова Комітету з вищої технічної освіти при ЦВК СРСР та заступник народного комісара освіти РРФСР.

## Нагороди
- Герой Соціалістичної Праці (23.01.1957)
- п'ять орденів Леніна (29.12.1930; 19.09.1953; 08.10.1953; 23.03.1956; 23.01.1957)
- два ордени Трудового Червоного Прапора (21.12.1936; 10.06.1945)
- медалі

## Вшанування
Після смерті 31 березня 1959 року був кремований, прах поміщений в урні в Кремлівській стіні на Червоній площі в Москві. З 1959 до 2022 року в Києві вулиця Омеляна Пріцака носила назву вулиця Академіка Кржижановського.